# Instituto Internacional para el Medio Ambiente y el Desarrollo

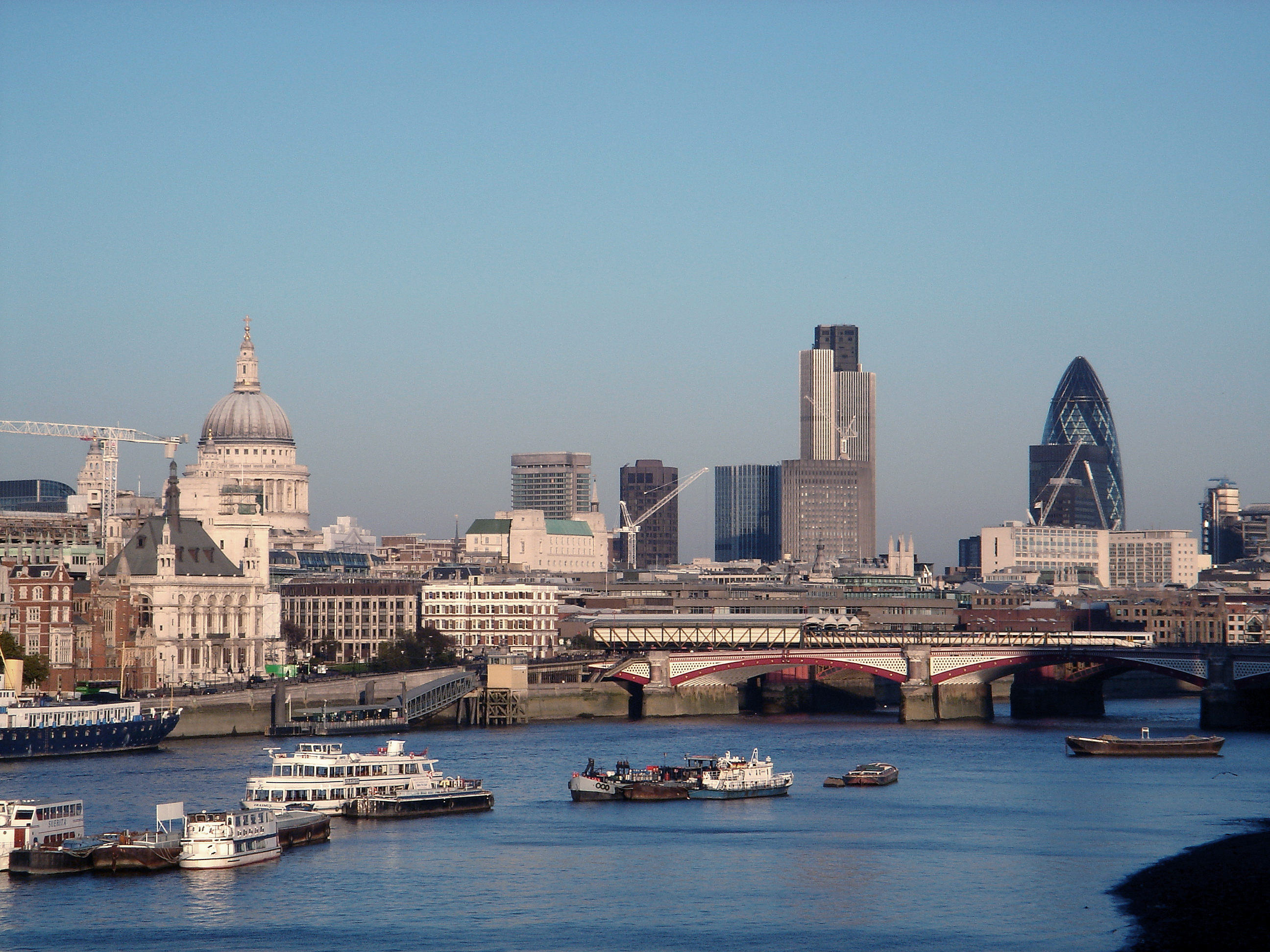
Vista de Londres, ciudad donde tiene su sede el IIED

El Instituto Internacional para el Medio Ambiente y el Desarrollo (IIED por sus siglas en inglés) es una institución independiente de investigación de políticas públicas (laboratorio de ideas) cuya misión declarada es «construir un mundo más justo y sostenible, utilizando la evidencia, la acción y la influencia en asociación con otros». Su director es el Dr. Andrew Norton.
El IIED forma parte de un pequeño grupo de organizaciones independientes sin ánimo de lucro que ha proporcionado conceptos y métodos clave para reflexionar sobre la sostenibilidad y el cambio social. La manera principal de trabajar del IIED es asociándose con organizaciones de ideas análogas en África, Asia y Latinoamérica. El trabajo del instituto se divide actualmente en 5 áreas principales: recursos naturales, cambio climático, asentamientos humanos, mercados sostenibles y gobernanza.
El IIED tiene su sede en el centro de Londres (Gray's Inn Road), y una oficina más pequeña en Edimburgo. Anteriormente tuvo oficinas en Dakar, Senegal (que ahora albergan una organización independiente, IED-África) y Buenos Aires, Argentina (que también ha pasado a hospedar una institución hermana independiente, IIED-América Latina). Existía asimismo una oficina en Washington D. C., EE. UU., hasta que IIED América del Norte se fusionó con el Instituto de Recursos Mundial en 1988.
El IIED tiene más de 120 empleados e investigadores de 16 países. Los contrata por su experiencia y habilidades para contribuir a la misión del IIED: crear una comunidad mundial más justa y medioambientalmente sana. El órgano de dirección del IIED es una junta de 13 fideicomisarios (trustees), todos voluntarios, que representan a 11 países. El deber de esta junta es supervisar todos los casos del IIED para asegurar que se cumplen las leyes, se respetan los estándares del IIED y, cuando sea necesario, asumir la responsabilidad legal. El presupuesto de trabajo del IIED, 20 millones de libras esterlinas (£), se consigue a través de donaciones, subvenciones y asociaciones mutuamente beneficiosas.

## Historia[9][10]

### 1971-1980
El IIED se fundó en 1971 con el respaldo del industrial Robert O. Anderson. Originalmente se llamó "Instituto Internacional para Asuntos Medioambientales". En 1973, su primera directora, Barbara Ward, trasladó la organización a Londres y cambió su nombre a Instituto Internacional para el Medio Ambiente y el Desarrollo (IIED por sus siglas en inglés).
El libro de Ward Sólo una Tierra (escrito con René Dubos) fue el texto clave para los delegados en la Conferencia de Naciones Unidas sobre el Medio Ambiente (también conocida como la Conferencia de Estocolmo, 1972), la cual llevó a la creación del Programa de las Naciones Unidas para el Medio Ambiente, PNUMA (UNEP por sus siglas en inglés). En aquella conferencia Ward presentó el término desarrollo sostenible a una audiencia mundial y destacó los vínculos entre el medio ambiente y el bienestar humano.
El IIED realizó investigaciones y ejerció influencias sobre un conjunto de temas contemporáneos de desarrollo y medio ambiente, utilizando los fondos que obtuvo de organizaciones donantes y ocasionalmente de empresas y fundaciones. Celebró su primer simposio en la Conferencia Alimentaria Mundial de la ONU en 1974, y en 1975 se alió con el PNUMA para crear Earthscan, un servicio de información y medio ambiente para medios de comunicación. En 1976 se implicó intensamente en la primera conferencia de ONU sobre asentamientos humanos, de la que salió el Programa de Naciones Unidas para los Asentamientos Humanos, también conocido como ONU-HABITAT.

### 1981-1990
En 1985, el IIED y el Instituto de Recursos Mundiales (WRI por sus siglas en inglés) empezaron a publicar bienalmente el Informe de Recursos Mundiales, que hoy es una publicación solo del WRI. En 1987, el Informe Brundtland, también conocido como Nuestro futuro común, citó la contribución del IIED para crear «una agenda mundial para el cambio».
El personal del instituto publicó una serie de libros notables, como África en Crisis, de Lloyd Timberlake (1986), El reverdecer de África, de Paul Harrison (1987), Sin árboles no hay madera por Duncan Poore (1989) o Ciudadano okupa: vida en el tercer mundo urbano, de Jorge Hardoy y David Satterthwaite (1989).

### 1991-2000
Movilizando a la sociedad civil y atrayendo la atención internacional, el IIED desempeñó un papel importante antes de la Conferencia de las Naciones Unidas sobre Medio Ambiente y Desarrollo de 1992, o Cumbre de la Tierra, celebrada en Río de Janeiro, Brasil. Por ello se otorgó al IIED el premio Planeta Azul. Uno de los proyectos fundamentales del IIED en esta década se llamó "Hacia un ciclo de papel sostenible".

### 2001-2010
En 2001 el IIED estableció un programa contra el cambio climático, encabezado por el Dr. Saleemul Huq. Él y otros investigadores del IIED han servido como autores líderes, o coordinadores de autores líderes, para el Grupo Intergubernamental de Expertos sobre el Cambio Climático. El IIED fue activo en la Cumbre de la Tierra de Johannesburgo (2002), que a su vez realizaba el seguimiento de la Cumbre de la Tierra de Río de Janeiro (1992). Entre 2000 y 2002, el IIED encabezó el proyecto Minería, minerales y desarrollo sostenible (MMSD por sus siglas en inglés), una revisión mundial de los impactos y prácticas de la industria minera que involucró a actores de este sector y recomendó mejoras en sus operaciones. En octubre de 2002 el periódico The Independent citó a la entonces directora del IIED, Camilla Toulmin, como uno de los 100 más destacados ambientalistas británicos.

### 2011 en adelante
En 2012 el IIED organizó una gran conferencia de preparación de la Cumbre de la Tierra de Río de Janeiro (2012, celebrada veinte años después en la misma ciudad que la de 1992, por lo que también se la comoce como Río+20)

## Trabajos actuales
El IIED continúa, a la vez, investigando en docenas de países con sus socios correspondientes, y actuando como altavoz mundial en procesos como varias negociaciones medioambientales multilaterales.
Sus grupos de investigación individuales se centran principalmente en los 4 temas siguientes:
- Recursos naturales: investiga grandes adquisiciones de tierra en África (acaparamiento de tierras), mejora de la gobernanza en el sector forestal de África y Asia, cómo compartir los beneficios de grandes embalses con las comunidades locales, las conexiones entre pobreza y conservación del medio ambiente, agroecología, soberanía alimentaria, patrimonio biocultural y biodiversidad agrícola. Este grupo lo encabeza James Mayers.
- Cambio climático: investiga la adaptación de las comunidades al cambio climático, el refuerzo de la capacidad de los países menos desarrollados para las negociaciones climáticas de la ONU o el papel del pastoreo como estrategia adaptativa en tierras de secano. Es iniciando la adaptación de las sociedades como los pobres resultan menos afectados por la adversidad del cambio climático. Un antiguo grupo que investigaba las tierras de secano se ha integrado en este de cambio climático, encabezado por Clare Shakya.
- Asentamientos humanos: investiga la migración del campo a la ciudad, la urbanización, el papel de los chabolistas en la mejora de los entornos urbanos, la contribución de las ciudades al cambio climático, cómo pueden adaptarse, y la mejora del suministro de agua y saneamiento en las zonas urbanas deprimidas. Lo encabeza Lucy Earle.
- Creando mercados sostenibles: investiga economía, energía y empresas medioambientales, desarrollo sostenible, inversión extranjera directa y gobernanza del mercado. Se centra en crear un mercado independiente basado en las habilidades de la gente y los recursos inmediatamente disponibles para asegurar el crecimiento de la sociedad en su conjunto. Este grupo lo dirige Mick Blowfield.

## Directores
La primera directora del IIED, Barbara Ward, murió en 1981. La sucedió William Clark, y después Brian Walker, Richard Sandbrook, Nigel Cross, Camilla Toulmin y Andrew Norton, que es el director actual desde finales de junio de 2015.

## Publicaciones
El IIED publica numerosos informes, documentos de trabajo, libros, revisiones de políticas y artículos de opinión, muchos de los cuales están disponibles en su sede electrónica para descarga gratuita en formato PDF. Su presencia en Internet se ha ampliado a las redes sociales en los últimos años. El instituto lleva también un centro de difusión gratuita que proporciona gratuitamente ejemplares en papel de estas publicaciones a residentes de países que no pertenecen a la OCDE
Entre sus publicaciones periódicas de largo recorrido se encuentran Environment and Urbanization, Gatekeeper, Participatory Learning and Action y 2 de las que ya no se editan nuevos números: Haramata (sobre el desarrollo de las tierras secas) y Tiempo (palabra española escogida como título de una publicación en inglés sobre los impactos del cambio climático mucho antes de que el interés sobre este fenómeno estuviera tan extendido).
Hasta 1986 el IIED llevó la editorial Earthscan, que posteriormente, en 2011, fue adquirida por Taylor and Francis. Earthscan ha publicado muchos de los libros del IIED.

## Conferencias Barbara Ward
El IIED organiza las 'Conferencias Barbara Ward', en memoria de la primera directora del instituto, que murió en 1981.
Ponentes:
- 2007 Mary Robinson, expresidenta de Irlanda[13]
- 2008 Lindiwe Sisulu, ministra sudafricana de vivienda[14]
- 2010 Connie Hedegaard, comisaria europea de acción climática
- 2012 Christiana Figueres, secretaria ejecutiva de la Convención Marco de las Naciones Unidas sobre el Cambio Climático (CMNUCC por sus siglas en español o UNFCCC en inglés)[15]
- 2014 Fatima Denton,[16] directora de la División de Iniciativas Especiales y presidenta del Centro Africano de Política Climática de la Comisión Económica para África de la ONU (conocida como UNECA por sus siglas en inglés).
- 2016 Debra Roberts,[17] jefa de la cartera de iniciativas para una ciudad sostenible y eficiente en Durban, Sudáfrica

## Impacto
Generalmente se considera al IIED una organización exitosa: sus ideas son pragmáticas, favorables a los pobres, y ha influido sobre las grandes organizaciones como el Banco Mundial, el Grupo Intergubernamental de Expertos sobre el Cambio Climático, la Evaluación de los Ecosistemas del Milenio, el Departamento de Desarrollo Internacional (ministerio británico) y las agencias nacionales de ayuda al desarrollo de Suecia, SIDA (no confundir con la enfermedad sida, que en español ya va con minúsculas) y Dinamarca, DANIDA. Por ejemplo, un exmiembro del IIED, Gordon Conway, participó, junto a Robert Chambers, en el desarrollo de la valoración rural participativa, un conjunto de técnicas mayormente visuales ampliamente usadas en desarrollo internacional y comunitario para extraer las opiniones e ideas de la gente. El programa de economía ambiental del IIED también ayudó a desarrollar algunas de las primeras técnicas de 'contabilidad verde' y ecotasas que ahora se emplean en Estados e industrias. Richard Sandbrook, mientras fue director del IIED, presionó a algunas de las mayores corporaciones del mundo para mejorar su actuación medioambiental —notablemente en la industria minera.

## Financiadores
El informe anual del IIED enumera sus fuentes de financiación.
- Gobiernos y organismos públicos nacionales: entre ellos se cuentan la Agencia Australiana para el Desarrollo Internacional, la Corporación Alemana para la Cooperación Internacional (GIZ por sus siglas en alemán), los ministerios británicos de Desarrollo Internacional y Medio Ambiente, Alimentación y Asuntos Rurales, el Ministerio de Asuntos Exteriores de Dinamarca, la Agencia Sueca Internacional de Cooperación al Desarrollo y la Agencia Suiza para Desarrollo y Cooperación.

- Organismos multilaterales: Banco Africano de Desarrollo, Comisión Europea, Parlamento Europeo y Banco Mundial.
- Fundaciones y ONG: Centro Africano para Estudios Tecnológicos, Fundación Bill y Melinda Gates, Comic Relief (organización caritativa británica fundada por un humorista, sin nada que ver con los cómics), la Fundación Ford, Hivos (ONG holandesa de ayuda a África), Oxfam del Reino Unido y WWF del Reino Unido.
- Corporaciones: The Co-operative Group, Indufor Oy, Price Waterhouse Coopers Service, la petrolera BP y la empresa principalmente de formación The Policy Practice. El proyecto Minería, minerales y desarrollo sostenible en la década que empezó en 2001 se operaba separadamente de las oficinas del IIED para evitar influencias corporativas.[19]